# NGC 3956
NGC 3956 (другие обозначения — ESO 572-13, MCG -3-30-16, UGCA 251, IRAS11514-2017, PGC 37325) — спиральная галактика с перемычкой (SBc) в созвездии Чаши. Открыта Уильямом Гершелем в 1785 году.
Галактика соседствует с карликовой галактикой позднего типа  (dIrr) ESO 572-G011, и, хотя у самой NGC 3956 не видно приливных хвостов или других признаков взаимодействия, но по виду карликовой галактики можно предположить приливное возмущение и, как следствие, взаимодействие галактик.
Этот объект входит в число перечисленных в оригинальной редакции «Нового общего каталога».
Галактика NGC 3956 входит в состав группы галактик NGC 4038. Помимо NGC 3956 в группу также входят ещё 25 галактик.